# Naczółek (architektura)

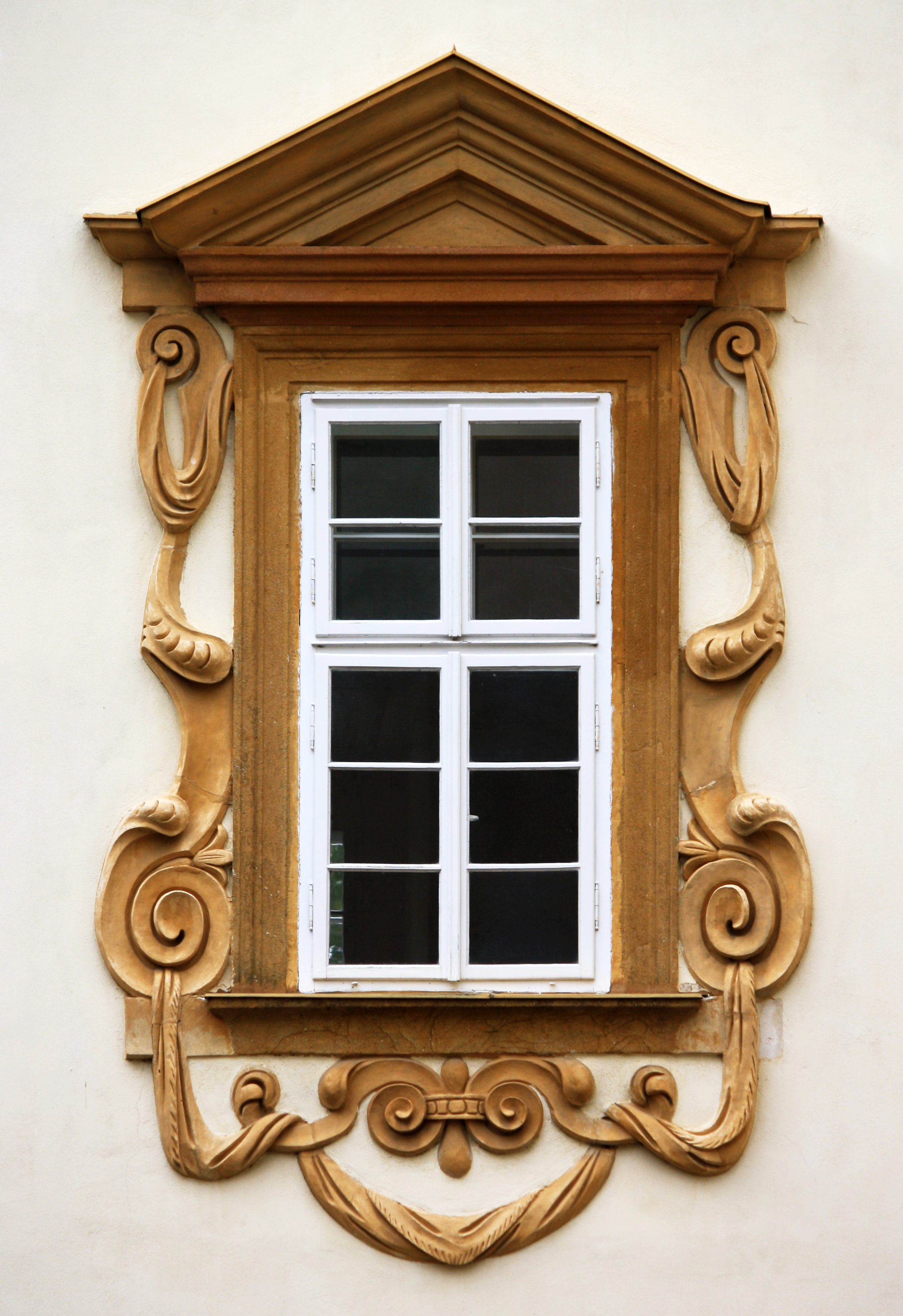
Otwór okienny zwieńczony naczółkiem

Naczółek – w architekturze jest to szczyt trójkątny, przerwany, segmentowy, gierowany lub wolutowy, wykorzystywany jako górne zamknięcie ściany budynku lub jej części. Niekiedy naczółek może odnosić się do zwieńczenia otworu okiennego lub drzwiowego.